# Майли (ледник)
Майли́ (Маили, Генал-Донский, осет. Майли) — ледник на северном склоне Хохского хребта, один из крупнейших в Северной Осетии, соединяется с ледниками горы Казбек. Расположен в истоках реки Геналдон (бассейн Терека), к югу от села Тменикау. Круто спускается с фирновых полей Казбека, образуя в среднем течении мощный ледопад.
По леднику проходит один из маршрутов восхождения на Казбек, первое из известных восхождений по которому было совершено А. В. Пастуховым в 1889 году.
В 1902 и 2002 годах язык ледника Майли оказался в зоне воздействия крупных ледово-каменных потоков из ледникового цирка Колка.